# Trampolino Hans Walland
Il Trampolino Hans Walland (ufficialmente, in tedesco: Hans-Walland-Großschanze, "trampolino lungo Hans Walland") è un trampolino in disuso situato a Murau, in Austria, entro il complesso KLH-Arena (già Murauer Schanzenkessel).

## Storia

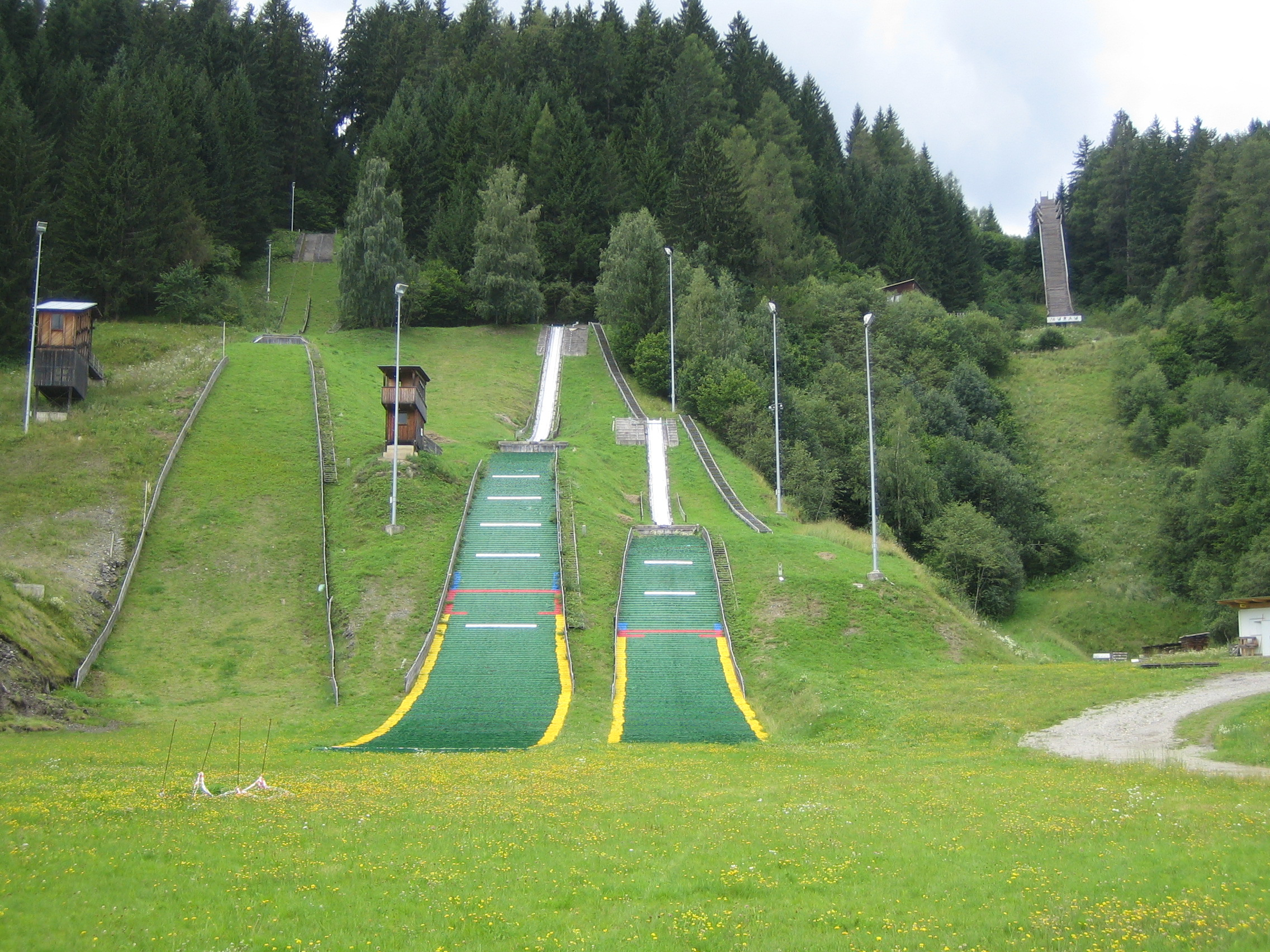
Da sinistra a destra, i moderni trampolini K60, K35, K20 e il vecchio K85

Aperto nel 1968, l'impianto ha ospitato una gara della Coppa del Mondo di salto con gli sci, nel 1994, e varie tappe della Coppa del Mondo di combinata nordica.

## Caratteristiche
Il trampolino lungo ha il punto K a 120 m; il primato di distanza appartiene al norvegese Bjarte Engen Vik (128,5 m nel 1996). Il complesso è attrezzato anche con salti minori K85 (Gumpold, anch'esso in disuso), K60 e K35.